# Povídka o Sinuhetovi
Povídka o Sinuhetovi je moderní označení staroegyptského literárního díla neznámého autora sepsaného jako autobiografické vyprávění muže jménem Sinuhet (v původním znění Sanehet, v překladu z egyptštiny „Syn Stromu“, většinou nepřesně překládáno jako „Syn Sykomory“ ). Je jednou z jazykově i literárně nejvytříbenějších staroegyptských literárních památek; např. český egyptolog Zbyněk Žába ji pokládal za „snad i nejkrásnější“. V moderní době se jí volně inspiroval finský spisovatel Mika Waltari ke svému nejznámějšímu dílu – k historickému románu Egypťan Sinuhet. Přes shodu jmen ovšem obě literární postavy prožívají zcela jiné osudy, jsou zasazeny do jiné doby a mají rozdílnou charakteristiku.
Příběh pochází z doby Střední říše a svou formou napodobuje v této době velmi oblíbený specificky egyptský literární žánr životopisu. Sinuhet vystupuje jako prototyp loajálního úředníka za vlády Amenemheta I., po jehož násilné smrti z obav o svůj život prchne do ciziny. Zde prožívá mnohá dobrodružství, dosáhne uznání i bohatství, stále však touží po návratu domů a po příležitosti sloužit u dvora novému panovníkovi. Amenemhetův nástupce se doslechne o Sinuhetově oddanosti a vyzve ho k návratu; zanedlouho jej také skutečně s nebývalými poctami přijme jako nejpřednějšího z dvořanů.
Zatímco dřívější badatelé měli za to, že příběh je vyprávěním o skutečných osudech Sinuheta, třebaže literárně zpracovaným, nebo alespoň připouštěli možnost reálné existence hlavního hrdiny, převažuje dnes názor, že Povídku o Sinuhetovi nelze pokládat za skutečný životopis a že Sinuhet není reálnou, ale pouze fiktivní literární postavou se zřejmými politicko-propagandistickými rysy. Svědčí pro to také fakt, že jednotlivá témata a náměty jsou v příběhu používány a rozvíjeny způsobem, který je typický i pro ostatní soudobá díla zcela literárního charakteru. Autor vyprávění ovšem použil řadu neobvyklých prvků a prokazatelně byl velice dobře obeznámen se soudobými reáliemi života v Egyptě a v Levantě, protože informace a líčení v příběhu obsažené jsou ve shodě se svědectvím archeologických nálezů a písemných pramenů o době, do níž je zasazen, tj. o přelomu 20. a 19. století př. n. l. To vše povídce dodává na čtivosti a už ve starověku ji učinilo jedním z nejoblíbenějších literárních děl vzdělaných Egypťanů, o čemž svědčí řada dochovaných přepisů. Velká pozornost badatelů byla povídce věnována s ohledem na možné paralely s některými starozákonními příběhy, neboť její vznik spadá přibližně do období, do nějž bývá kladena doba patriarchů.

## Exempláře a struktura textu
Povídka o Sinuhetovi se ve starověku těšila velké oblibě; také proto je známa z řady fragmentů různé délky z různých období. Základní verze částí textu jsou zaznamenány na hieratických papyrech berlínského muzea č. 3022 a 10499 pocházejících z doby kolem roku 1785 př. n. l., tedy z přelomu 12. a 13. dynastie, a na ostraku v Ashmolean Museum z doby Nové říše. Řada zlomků pochází z Dér el-Medíny.
Povídka se vyznačuje krásnou dikcí a pečlivou skladbou. Svou formou napodobuje standardní formu životopisů hodnostářů zaznamenávaných v hrobkách, a to tak dokonale, že „bychom se téměř mohli domnívat, že jde o opis biografického nápisu z velmožovy hrobky;“ nescházejí ani obvyklá prohlášení o Sinuhetově péči o strádající. Aidan Dodson v této souvislosti připouští několik možných variant vzniku textu: může jít o fiktivní romanci, která využívá formu daného literárního žánru; pak je možné, že byla vytvořena na základě jiných soudobých životopisů, do dnešní doby nedochovaných. Nebo je skutečným, byť značně rozšířeným hrobovým nápisem – pak by mohlo jít o značně „přizdobené“, ale na pravdě založené vyprávění, nebo o skutečný původní příběh, jehož seškrtáním by vznikl hrobový nápis. Na druhou stranu je k tomu třeba dodat, že i kdyby snad kdysi Sinuhet skutečně žil, nejspíše by jeho životní příběh byl pro potřeby literárního textu natolik přepracován, „že by z původního námětu asi mnoho nezůstalo.“
Do textu jsou zasazeny i dva chvalozpěvy na panovníka a opis královského dekretu, jimiž jsou od sebe odděleny jednotlivé epizody, takže oslava krále tvoří kostru celého příběhu. Lze vysledovat i náznaky veršů, což ovšem není možné dostatečně ocenit, neboť až na výjimky není známo, jak byla egyptština vyslovována.

## Děj povídky
Sinuhet vystupuje jako vysoký úředník za vlády Amenemheta I., prvního panovníka 12. dynastie. O jeho původu není v textu nic bližšího uvedeno, nicméně tituly napovídají, že patří ke staré, vysoce postavené rodině. Spolu s vojskem, jemuž velí nejstarší královský syn Senusret, se vrací z vítězného tažení do Libye. Sinuhet náhodně vyslechne tajné sdělení o králově násilné smrti určené následníkovi, a protože se v důsledku toho obává o svůj život, rozhodne se raději, že uprchne z Egypta. Jeho cesta je nelehká: skrývá se v křoví, aby nikoho nepotkal, plaví se na loďce bez vesla, obává se vojenských hlídek střežících opevnění tzv. Vládcových zdí, často putuje v noci.
Nakonec se dostává do Asie a po roce a půl putování oblastí kolem Byblu vstupuje do služeb beduínského náčelníka a přijímá kočovný způsob života. Požívá velké důvěry, stane se jeho rádcem a statečným velitelem jeho oddílů. Je vyzván k souboji s obrovským nepřítelem – „silákem země Recenu, … jemuž nebylo rovno (a jenž) porazil celou zemi“, který mu chce odejmout dobytek ve prospěch svého kmene. Sinuhet jej ale porazí – prostřelí mu hrdlo šípem a „složí ho jeho vlastní sekerou.“ Tuto pozoruhodnou epizodu někteří badatelé pokládají za předobraz o tisíc let mladšího biblického vyprávění o boji Davida s Goliášem.
Po svém vítězství se Sinuhet stává hrdinou a získává velké bohatství. Stále více však touží vrátit se domů. Pověst o něm se mezitím dostane až k Amenemhetově nástupci Senusretovi I., který Sinuheta dopisem vyzve, aby se vrátil. Na důkaz své přízně mu pošle bohaté dary a zdůrazňuje, že útěk byl Sinuhetovým vlastním nepochopitelným a bezdůvodným rozhodnutím a že se ve skutečnosti nikdy nedopustil ničeho, za co by se měl obávat trestu: „Tento plán ti přineslo (jen) tvé (vlastní) srdce. Nebylo to v mém srdci proti tobě… Vrať se do Egypta! Uvidíš (znovu) hlavní město, ve kterém jsi vyrostl!“ Sinuhet v odpovědi zdůrazňuje svou oddanost panovníkovi a prohlašuje, že si je vědom, že nikým nebyl k útěku nucen a že vlastně nebylo nic, co by mu reálně hrozilo – bylo „to jako stav snu… Nebál jsem se, nikdo mne nepronásledoval, neslyšel jsem žádné výčitky, mé jméno nebylo slyšeno z úst herolda. Přesto jsem měl po těle husí kůži, mé nohy mě unášely pryč.“
Sinuhet poté předává vše, co má, svým potomkům a je znovu přijat ke dvoru. Dostává se mu mimořádných poct, královská rodina jej zahrnuje nevídanou osobní přízní: „Není jiných mužů nízkého původu, pro které by bylo učiněno něco podobného.“

## Historický kontext

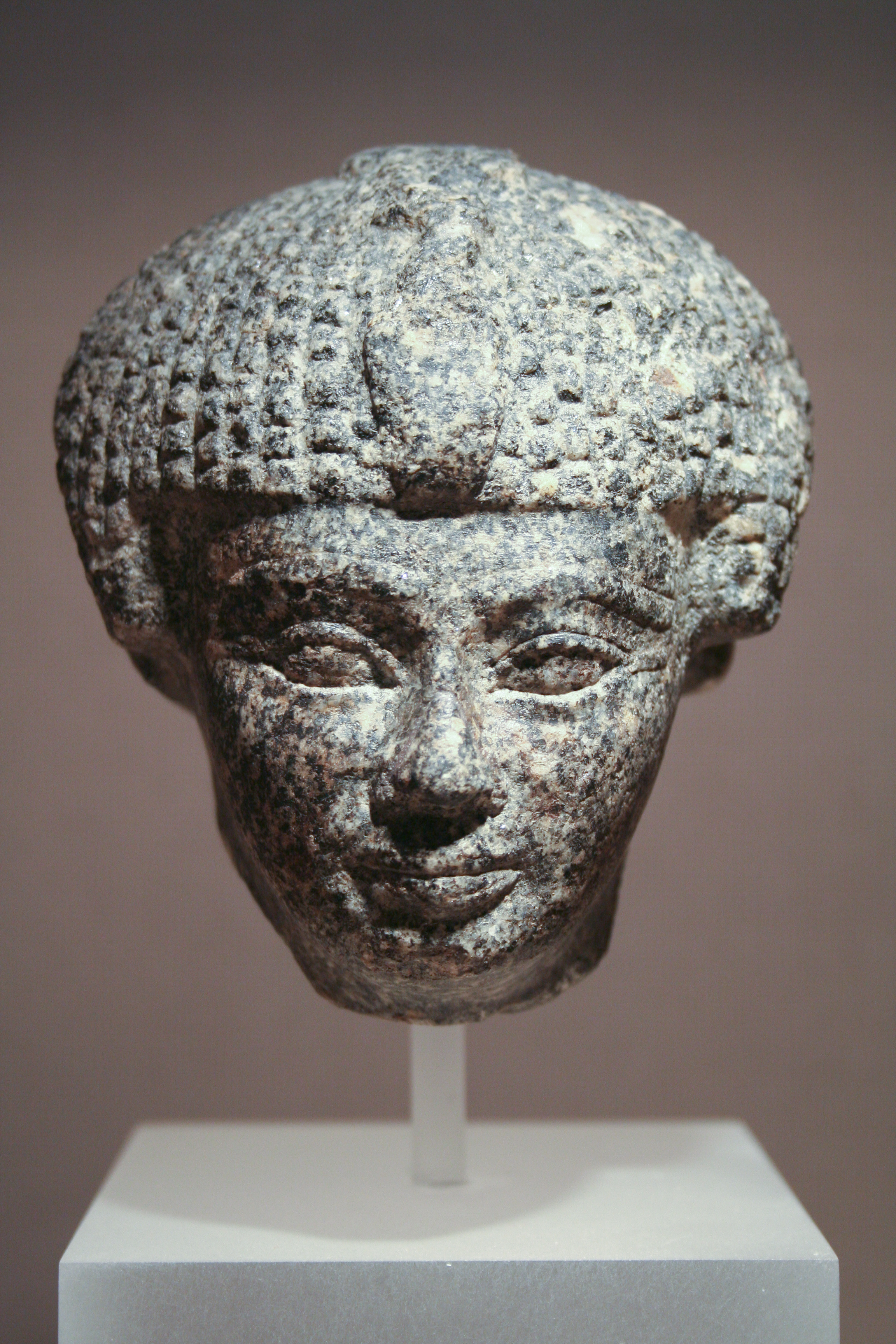
Panovník Senusret I., do jehož doby je zasazen děj povídky

Děj povídky je zasazen do doby vlády Senusreta I.; není však možné s jistotou říci, kdy příběh skutečně vznikl. Vzhledem k datování nejstarších známých exemplářů textu je jisté, že vychází z dvorské kultury 12. dynastie. Badatelé zejména poukazují na fakt, že výslovně uvedená primární motivace Sinuhetova útěku – vražda Amenemheta I. – je zmiňována i v jiném literárním díle, v Naučení Amenemheta I. synovi. Zjevným cílem tohoto textu, sepsaného jménem samotného zavražděného krále, bylo ospravedlnit následníka trůnu z podezření z účasti na spiknutí a veřejně vyjádřit vůli, aby se Senusret stal jeho nástupcem; proto je více než pravděpodobné, že text vznikl nedlouho po této události. Obdobně tomu Povídka o Sinuhetovi na několika místech královraždu truchlivě připomíná, opěvuje Senusreta jako právoplatného nástupce a zdůrazňuje, že zpráva o králově smrti jej zastihla nečekaně a že následník nesměl „ztratit ani okamžik“. Navíc autoři obou skladeb – jak Amenemhetova naučení tak povídky – použili stejný postup: využili zavedenou literární formu (v jednom případě naučení, ve druhém životopisu), ale pro své potřeby ji naplnili novým obsahem s jasným politickým záměrem. To vše svědčí pro to, že podobně jako uvedené Naučení mohla i povídka vzniknout nedlouho po Amenemhetově smrti, možná dokonce i na vládní objednávku.

### Historicita osoby Sinuheta
Otázka Sinuhetovy historicity již patrně nikdy nebude zcela zodpovězena a to jediné, co tedy prozatím máme, jsou jen předpoklady. Pro historicitu by mohla vypovídat forma díla, tj. autobiografie. Dalším možným důkazem je očividná znalost autora dobových poměrů na blízkém východě, kde se značná část příběhu odehrává. Značí to, že povídka byla sepsána v době, kdy se odehrává, nebo krátce po ní, čili v době, kdy mohl Sinuhet žít a sepsat svůj příběh.
Proti historicitě naopak vypovídá skutečnost, že krom přepisů povídky, nebo odkazů na ni, neexistují žádné jiné zdroje o Sinuhetovi. A také již prve uvedená autobiografičnost vyprávění může být snadno vyvrácena oblíbeností životopisu jako literárního žánru v Egyptě. Oba tyto fakty tvoří společně silný argument proti historičnosti Sinuheta a proto je na základě dosud známých skutečností Sinuhet považován za fiktivní postavu.
Všechno to jsou však zatím pouze nepřímé důkazy a tak nad Sinuhetem a jeho historičností stále visí (patrně nevyřešitelný) otazník. Nezdá se pravděpodobné, že by se nalezl nějaký jednoznačnější důkaz pro tu či onu možnost. Je však vhodné zde připomenout, že pro podobné nepřímé důkazy bylo za fiktivní považováno celé město, než bylo Heinrichem Schliemannem roku 1870 objeveno.

## Ukázka textu
Ukázka textu:
| „ | Vydal jsem se na jih. Vůbec jsem nepřemýšlel o tom jít (zpět) do rezidence. Myslel jsem, že vypukla vzpoura a nemyslel jsem si, že bych ji přežil… Potkal jsem (jakéhosi) muže, který stál na začátku cesty. Pozdravil mě (uctivě), zatímco já se ho bál… Putoval jsem v noci a když se rozednilo, dorazil jsem do Petenu. Sestoupil jsem k ostrovu Kemver, přepadla mě žízeň a byl jsem vyprahlý. Mé hrdlo bylo suché. Tehdy jsem si pomyslil: ‚Takto (jistě) chutná smrt!‘ Vzchopil jsem se však, pozvedl své srdce a posbíral své údy. Zaslechl jsem bučení dobytka a spatřil Asijce. Jeden z jejich náčelníků, který byl (kdysi) v Egyptě, mě poznal. Dal mi vodu a uvařil mi mléko. Šel jsem s ním k jeho kmeni… Putoval jsem z jedné země do druhé… (Po jednom a půl roce) mne odvedl Amunenši, vládce Horního Recenu… Postavil mě do čela svých dětí, oženil mě se svou nejstarší dcerou. Nechal mne, abych si vybral z jeho zemí, nejvybranější (z těch), které měl na své hranici… Byly v ní fíky a vinné hrozny, bylo v ní více vína než vody, mnoho medu a nespočetně oleje. Na jejích stromech rostly všechny druhy ovoce. Byl v ní ječmen i pšenice a nekonečně mnoho všech druhů dobytka… Strávil jsem (v cizině) mnoho let. Mé děti se staly siláky… Byl jsem velký, mocný majetkem a bohatý stády… (Dnes) mám mnoho poddaných, krásný je můj dům a prostorné mé sídlo; mé myšlenky jsou však v paláci (krále Egypta). Kterýkoli bože, jenž jsi mi předurčil (můj dávný) útěk, smiluj se! Vrať mne zpět domů! Mé oči jsou (už) těžké, mé paže slabé, mé nohy nechtějí jít. Srdce je unavené, jsem blízko smrti. Kéž mne přinesou do (egyptských) měst věčnosti! | “ |

### České editace textu
- BÁRTA, Miroslav. Sinuhetův útěk z Egypta : Egypt a Syropalestina v době Abrahamově. Praha: Set Out, 1999. 235 s. ISBN 80-86277-07-0. S. 13–29.
- JEPSEN, Alfred. Královská tažení ve starém orientu. Překlad Jiří Prosecký, Břetislav Vachala, Jan Heller. Praha: Vyšehrad, 1987. 240 s. S. 69–78.
- LEXA, František. Beletristická literatura staroegyptská. Kladno: J. Šnajdr, 1923. 218 s. S. 111–128.
- VACHALA, Břetislav. Pověsti a legendy faraónského Egypta. Praha: KPK, 1994. 99 s. ISBN 80-85267-62-4. S. 23–32.
- VACHALA, Břetislav. Vyprávění Egypťana Sinuheta. Nový Orient. 1982, roč. 37, čís. 6, s. 182–185. ISSN 0029-5302.
- ŽÁBA, Zdeněk. Tesáno do kamene, psáno na papyrus. Praha: Svoboda, 1968. 198 s. S. 92–94. (ukázky)